# Pi Arietis
Pi Arietis este o stea din constelația Berbecul.